# Leo von Caprivi
Georg Leo hrabia von Caprivi de Caprara de Montecuccoli (ur. 24 lutego 1831 w Charlottenburgu, zm. 6 lutego 1899 w Skórzynie), kanclerz Rzeszy od 20 marca 1890 do 26 października 1894.

## Życiorys
Georg Leo von Caprivi urodził się w Charlottenburgu (wtedy pruskim mieście leżącym w Brandenburgii, dziś jednej z dzielnic Berlina). Był synem prawnika Juliusa Leopolda von Caprivi (1797–1865), sędziego Pruskiego Sądu Najwyższego i członka pruskiej Izby Panów. Rodzina ze strony ojca wywodziła się z włoskiej Modeny. Jego matką była Emilie Köpke, córka Gustava Köpke, dyrektora berlińskiej szkoły, do której uczęszczał Otto von Bismarck.

### Kariera militarna
Do wojska wstąpił w 1849, przeszedł przez wszystkie stopnie kariery wojskowej. Uczestniczył w wojnie austriacko-pruskiej 1866 w stopniu majora sztabu generalnego przy głównym komendancie I korpusu. Podczas wojny francusko-pruskiej 1870–1871 był podpułkownikiem i szefem sztabu V korpusu. W 1877 został mianowany generałem, a w 1882 komendantem 30. dywizji w Metzu.
W 1883 powołany został na szefa admiralicji, czyli ministra marynarki niemieckiej.

### Kanclerz Rzeszy Niemieckiej
Po dymisji Bismarcka, która nastąpiła 18 marca 1890, Caprivi został kanclerzem. Na stanowisko desygnowano go 20 marca 1890. Z początku piastował też stanowisko prezesa Rady Ministrów Prus, godność tę złożył dopiero 24 marca 1892.
Administracja Capriviego odznaczyła się tym, co historycy określają mianem: „nowego kursu” zarówno w polityce zagranicznej, jak i wewnętrznej.
Odnowienie trójprzymierza, reforma wojskowa i traktaty handlowe z Austro-Węgrami, Włochami, Belgią, Szwajcarią, Rumunią i Rosją, za które w dniu 18 grudnia 1891 wyniesiony został do godności hrabiowskiej, są wybitniejszymi punktami jego działalności politycznej. Za jego rządów, stosowanie prawa przeciwko socjalistom zostało złagodzone; prawo z dnia 4 maja 1874 o karach za odprawianie nabożeństw, uchylone zostało już w 1890; w Poznańskim oraz w Alzacji i Lotaryngii, zaniechany został system bezwzględnego niemczenia; zniesiono dokuczliwe przepisy paszportowe itd. Zabroniono zatrudniania dzieci poniżej 13 lat, a nastolatkom w wieku od 13 do 18 lat ograniczono czas pracy do maksymalnie 10 godzin dziennie. W 1891 zabroniono pracy w niedziele i wprowadzono gwarantowane wynagrodzenie minimalne. Za jego kadencji doszło do poprawy stosunków z Wielką Brytanią, czego przykładem może być podpisana w 1890 angielsko-niemiecka umowa, w której Brytyjczycy przekazali Niemcom wyspę Helgoland w zamian za kontrolę nad Zanzibarem. Traktat nadał także Niemcom pas Caprivi, który został dołączony do Niemieckiej Afryki Południowo-Zachodniej, tym samym łącząc to terytorium z rzeką Zambezi, którą Caprivi chciał wykorzystać do handlu i komunikacji ze wschodnią Afryką (rzeka okazała się nieodpowiednia do żeglugi). Caprivi uważał, że Niemcy nie powinny konkurować z innymi mocarstwami o kolonie zamorskie, ale raczej skoncentrować się na budowaniu swojej pozycji w Europie.
Za jego kadencji Niemcy w 1890 roku nie przedłużyły traktatu reasekuracyjnego z Rosją (będącego kontynuacją Sojuszu Trzech Cesarzy z 1873 roku), pomimo chęci jego kontynuacji przez Rosję. Powodem był wcześniej zawarty przez Ottona von Bismarcka w 1879 roku traktat Niemiec z Austro-Węgrami (Dwuprzymierze), który powodował, że Niemcy musieli opowiedzieć się po stronie Rosji lub Austrii w konflikcie o wpływy na Bałkanach. Doprowadziło to do zbliżenia Rosji z Francją, a w konsekwencji do sojuszu francusko-rosyjskiego zawartego w 1893 roku. Niemcy związały się ściślej z Austro-Węgrami i w konsekwencji powstały konkurencyjne bloki w Europie.
Powodem ustąpienia Leo von Caprivi 26 października 1894 był zbyt łagodny projekt ustawy przeciwko wywrotowcom, w rzeczywistości upadek jego był skutkiem długiej i wytrwałej kampanii, jaką prowadzili przeciw niemu junkrzy i stronnictwo agrarne pod protektoratem księcia Bismarcka.
Po rezygnacji wycofał się z życia publicznego. Zmarł w 1899 w niemieckim Skyren (dzisiejszy Skórzyn).

## Upamiętnienie
Od jego nazwiska pochodzi nazwa pasa Capriviego w Namibii, który kolonia ta (wtedy Niemiecka Afryka Południowo-Zachodnia) otrzymała od Wielkiej Brytanii na podstawie umowy z roku 1890.

## Odznaczenia
Odznaczenia otrzymane przez von Capriviego to między innymi:
- Krzyż Wielki Orderu Orła Czerwonego z liśćmi dębu (Prusy)
- Order Orła Czerwonego I klasy z liśćmi dębu na wstędze Orderu Korony z mieczami (Prusy)
- Order Pour le Mérite (Prusy)
- Order Królewski Korony III klasy z mieczami (Prusy)
- Komandor Orderu Hohenzollernów (Prusy)
- Krzyż Żelazny I klasy (Prusy)
- Krzyż Wielki Order Zasługi Wojskowej (Bawaria)
- Komandor II klasy Orderu Henryka Lwa z mieczami (Brunszwik)
- Komandor I klasy Orderu Ludwika (Hesja)
- Krzyż Wielki Orderu Domowego i Zasługi z mieczami (Oldenburg)
- Krzyż Honorowy Reusski I klasy (Reuss)
- Komandor II klasy Orderu Alberta (Saksonia)
- Komandor I klasy Orderu Ernestyńskiego (Sakosnia)
- Komandor I klasy Orderu Fryderyka (Wirtembergia)
- Wielka Wstęga Orderu Wschodzącego Słońca (Japonia)
- Order Podwójnego Smoka III stopnia I klasy (Chiny)
- Kawaler Orderu Korony Żelaznej III klasy (Austro-Węgry)
- Order Świętej Anny II klasy z mieczami (Imperium Rosyjskie)
- Order Świętego Stanisława II klasy z gwiazdą (Imperium Rosyjskie)
- Order Medżydów I klasy (Imperium Osmańskie)